# Obeliospora basispira
Obeliospora basispira är en svampart som beskrevs av Nawawi & Kuthub. 1990. Obeliospora basispira ingår i släktet Obeliospora, divisionen sporsäcksvampar och riket svampar.   Inga underarter finns listade i Catalogue of Life.